# 乙酰丙酮镨
乙酰丙酮镨是一种配位化合物，化学式为Pr(C5H7O2)3，或简写为Pr(acac)3，它的不稳定常数（logYn）分别为2.89、4.17和5.29（对应n=1, 2, 3）。它可由三烷氧基镨和乙酰丙酮反应制得。氯化镨和乙酰丙酮钠或乙酰丙酮锂在固相反应，也能得到乙酰丙酮镨，但也会有NaPr(acac)4或LiPr(acac)4生成。它可以和邻菲啰啉形成绿色的配合物Pr(acac)3(phen)。